# Paje (Botswana)
Paje is een dorp in het district Central in Botswana. De plaats telt 2507 inwoners (2011).